# Титаренко, Андрей Иванович
Андрей Иванович Титаренко (род. 15 апреля 1936 года) — советский и российский военный деятель и педагог, кандидат военных наук, генерал-лейтенант. Первый заместитель командующего и член Военного совета 27-й гвардейской ракетной армии (1979—1984). Заместитель начальника Военной академии имени Ф. Э. Дзержинского (1984—1993).

## Биография
Родился 15 апреля 1936 года в Омске.
С 1951 по 1954 год обучался в Белгородском артиллерийском училище. С 1954 по 1957 год служил в частях Ракетных войск и артиллерии Одесского военного округа на различных командных должностях, в том числе командиром огневого взвода и старшим офицером батареи. С 1957 по 1960 год — командир взвода курсантов в Одесском артиллерийском училище имени М. В. Фрунзе. С 1959 года служил в составе Ракетных войск стратегического назначения СССР.
С 1960 по 1964 год обучался на командно-инженерном ракетном факультете Военной академии имени Ф. Э. Дзержинского. С 1964 по 1968 год — заместитель командира и командир ракетного дивизиона. С 1968 по 1970 год — заместитель командира 430-го ракетного полка по боевому управлению.   
С 1970 по 1972 год — командир 60-го отдельного ракетного полка, в составе 43-й ракетной армии, под руководством В. А. Генералова входили пусковые установки с баллистическими ракетами средней дальности «Р-12»
.
С 1973 по 1975 год — начальник штаба и заместитель командира 50-й ракетной дивизии в составе 43-й ракетной армии. С 1975 по 1977 год — командир 28-й гвардейской ракетной дивизии в составе 27-й гвардейской ракетной армии, в частях  дивизии под руководством А. И. Титаренко состояли пусковые ракетные установки с баллистическими ракетами средней дальности «Р-12», «Р-14» и «РСД-10». С 1977 по 1979 году обучался в Военной ордена Ленина Краснознамённой ордена Суворова академии Генерального штаба Вооружённых Сил СССР имени К. Е. Ворошилова. С 1979 по 1984 год — первый заместитель командующего и член Военного совета 27-й гвардейской ракетной армии. С 1984 по 1993 год — заместитель начальника Военной академии имени Ф. Э. Дзержинского. В 1988 году защитил диссертацию на соискание учёной степени кандидат военных наук и присвоено учёное звание доцент. А. И. Титаренко совместно с ведущими учёными по поручению Государственной думы Российской Федерации подготовил экспертные заключения по Договору о сокращении стратегических наступательных вооружений СНВ-II. 
С 1993 года в запасе. 

## Высшие воинские звания
- Генерал-майор (28.10.1976)
- Генерал-лейтенант (29.10.1984)[7]

## Награды
- Орден Трудового Красного Знамени
- Орден Красной Звезды
- Орден «За службу Родине в Вооружённых Силах СССР» II и III степени[1]